# Сура Курайш
Сура Курайш (араб. سورة قريش‎) або Курайшити — сто шоста сура Корану. Мекканська, містить 4 аяти.

1. Заради єднання курайшитів —
2. єднання під час подорожей, влітку та взимку.
3. Нехай же вони поклоняються Господу цього Дому!
4. Адже Він нагодував їх у голодний час і позбавив страху.